# Шрихарикота
Шрихарикота (тел. శ్రీహరికోట, англ. Sriharikota) — бар'єрний острів з координатами (13°39′ пн. ш. 80°13′ сх. д. / 13.650° пн. ш. 80.217° сх. д.) в Бенгальській затоці, поблизу Мадраса, в південному штаті Андхра-Прадеш.
На острові розташований індійський космічний центр і космодром імені Сатіша Дхавана.